# Mètrica d'Alcubierre

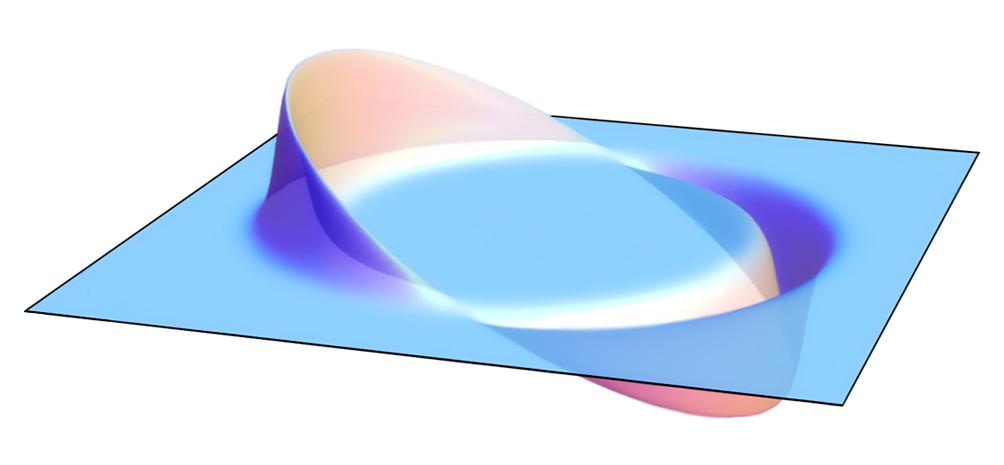
Gràfic de la impulsió d'Alcubierre, mostrant les regions oposades, contreta i estesa, de l'espaitemps que fa al sector central en el qual se situa la bombolla plana de deformació.

El 1994 el físic mexicà Miguel Alcubierre va publicar a la revista científica Classical and Quantum Gravity un model matemàtic que suposaria possibles els viatges a velocitats majors que c (velocitat de la llum), és a dir, superlumínics efectuant trucs amb l'espaitemps, Alcubierre planteja la mètrica que porta el seu nom com una solució a algunes equacions d'Einstein en el marc de la teoria general de la relativitat.
Implícitament el postulat per Alcubierre parteix del fet que la matèria causa curvatures o deformacions (en anglès warps) dins del "teixit" espaitemps.

## Idea general (l'Impuls per deformació)
La mètrica d'Alcubierre té com una de les conclusions més llampants la possibilitat d'un viatge a major velocitat que la llum al crear-se una bombolla de deformació plana dins de la qual se situaria estacionariament la cosmonau, darrere de la cosmonau l'espaitemps seria deformat estenent-ne mentre que per contrapart a davant de la cosmonau l'espaitemps seria contret o contractat posant així el punt de destí molt més a prop, mentre que "darrere" de la nau l'espaitemps restaria expandit "empès" cap enrere gran quantitat d'anys llum, tot això sense que l'espai i el temps dins de la bombolla de deformació plana en què es trobaria la cosmonau es modifiqués notòriament.
En aquest cas la nau (per fer una analogia) "surfejaria" sobre una espècie d'onada espaciotemporal dins de la "bombolla de deformació plana" que és plana per romandre estable entre les dues distorsions (l'anterior i la posterior) provocades en l'espaitemps (es crearia una distorsió local de l'espaitemps).
Existirien enormes forces de marea a la regió perifèrica de la suposada bombolla degudes a les curvatures provocades en l'espaitemps però aquestes forces serien menyspreables a l'interior de la bombolla donat el caràcter pla que hi hauria a l'espaitemps (vegeu el gràfic).
No es violaria cap llei física de les que preveuen per la teoria de la relativitat, ja que dins de la "bombolla de deformació" res superaria la velocitat de la llum, la nau no es desplaçaria dintre d'aquesta bombolla sinó que seria portada per aquesta, la nau dins de la bombolla mai viatjaria més ràpid que un feix de llum.
La nau i els seus presumptes tripulants estarien exempts de patir els efectes devastadors provocats per les acceleracions amb els seus corresponents enormes forces g, desacceleracions o els efectes relativistes com la contracció de Lorentz i la dilatació del temps a altes velocitats. Alcubierre ha pogut demostrar que fins i tot quan la nau està accelerant viatja en una caiguda lliure geodèsica.
Tanmateix, el que la bombolla de deformació permeti viatges supra-lumínics es deu a la possibilitat que el mateix espaitemps en el qual viatja la llum tingui la capacitat de superar la velocitat de la llum.
La Teoria de la Relativitat considera impossible que els objectes viatgin a més velocitat que la llum en l'espaitemps, però es desconeix a quina velocitat màxima pot moure l'espaitemps, és la hipòtesi que gairebé en l'instant inicial del big-bang el nostre univers posseïa velocitats exponencials supralumíniques (Vegeu univers inflacionari), se suposa així mateix que alguns quàsars molt llunyans poden aconseguir velocitats de recessió translumíniques.
Aquí s'introdueix una altra analogia: hi ha una velocitat màxima a la qual un objecte pot marxar sobre el sòl ¿però què passaria si és un sòl mòbil -com pot ser una cinta transportadora- que supera la velocitat de la marxa?
Això suposa un canvi en el sistema de coordenades utilitzat com a referència per mesurar la velocitat. Si el sistema de coordenades es mou en la mateixa direcció del desplaçament respecte a un segon sistema de referència (que hauria de ser extern al mateix espaitemps), l'objecte hauria de poder incrementar la seva velocitat indefinidament respecte del segon sistema de referència. El que aquesta analogia planteja és si ¿seria possible "cavalcar sobre un raig de llum"?
Per crear un dispositiu com la bombolla de deformació que permeti l'impuls de deformació -explica Alcubierre- es necessitaria operar amb matèria de densitat negativa o matèria exòtica, creant així amb aquesta matèria una bombolla d'energia negativa que englobaria a la nau (Vegeu Dirac, Energia negativa).
Segons Alcubierre la quantitat d'energia negativa seria proporcional a la velocitat de propagació de la bombolla de deformació, verificar que la distribució de l'energia negativa estaria concentrada en una regió toroïdal perpendicular a la direcció en què es mouria la bombolla plana (vegeu il·lustració).
D'aquesta manera, atès que la densitat d'energia seria negativa es podria viatjar a més velocitat que la llum gràcies a l'efecte suscitat per la matèria exòtica. L'existència de la matèria exòtica no està descartada: abans ve l'efecte Casimir que sembla confirmar l'existència d'aquesta matèria, però produir prou matèria exòtica i conservar-la per realitzar una proesa com el viatge superlumínic planteja els mateixos actualment irresolubles problemes que per mantenir estable a un forat de cuc.
D'altra banda en la Relativitat General primer s'especifica una distribució plausible de la matèria i de l'energia per després trobar una geometria de l'espaitemps associada, si bé és possible operar amb les equacions d'Einstein primer especificant una mètrica i després trobant el tensor d'energia i impuls associat a aquesta mètrica (que és el realitzat per Alcubierre), aquesta pràctica significa que la solució podria violar diverses condicions d'energia i requerir la matèria exòtica.
Robert J. Low, el 1999 ha provat que dins del context de la relativitat general i encara en absència de la matèria exòtica és possible construir una bombolla de deformació (els textos en francès utilitzen com a equivalent de bombolla de deformació les paraules «Commande de Chaîne» / comanda de cadena). Una teoria coherent de la gravetat quàntica potser serveixi per resoldre aquestes qüestions.
En el present (abril de 2008) no es coneix cap mètode per crear tal bombolla de deformació ni per controlar les torsions de l'espaitemps, de moment el plantejat per Alcubierre és una interessant hipòtesi netament matemàtica rebutjada per gran part de la comunitat científica.

## Forma de la mètrica
La mètrica d'Alcubierre pot ser escrita:
{\displaystyle ds^{2}=dx^{2}+dy^{2}+dz^{2}-2v_{s}(t)f(r_{s}(t))\,dx\,dt+\left(v_{s}(t)^{2}f(r_{s}(t))^{2}-1\right)\,dt^{2}}
on
{\displaystyle v_{s}(t)={\frac {dx_{s}(t)}{dt}}}
i 
{\displaystyle r_{s}(t)={\sqrt {(x-x_{s}(t))^{2}+y^{2}+z^{2}}}}.
Alcubierre va triar una forma específica per la funció F però assoleix una funció d'espai temps més simple gràcies a la seva proposta de bombolla de deformació plana.
I així, utilitzant el formalisme 3 +1 de la relativitat general, descriu l'espaitemps mitjançant una estructuració heterogènia (una foliació) de l'espai amb hipersuperfícies del temps la coordenada del qual és la constant {\displaystyle t}.
{\displaystyle ds^{2}=-\left(\alpha ^{2}-\beta _{i}\beta ^{i}\right)\,dt^{2}+2\beta _{i}\,dx^{i}\,dt+\gamma _{ij}\,dx^{i}\,dx^{j}}
On {\displaystyle \alpha } és la funció que per defecte aporta l'interval de temps convenient entre les hipersuperfícies veïnes, {\displaystyle \beta ^{i}} és el vector connector que relaciona els sistemes espacials coordenats en les diverses hipersuperficies i sent {\displaystyle \ Gamma_{ij}} una mètrica positivament definida en cadascuna de les hipersuperfícies. La forma particular que Alcubierre va estudiar el 1994 és definida per:
{\displaystyle \alpha =1\,}
{\displaystyle \beta ^{x}=-v_{s}(t)f\left(r_{s}(t)\right),}
{\displaystyle \beta ^{y}=\beta ^{z}=0}
{\displaystyle \gamma _{ij}=\delta _{ij}}
o
{\displaystyle \alpha =1;\,}
{\displaystyle \beta ^{1}=\beta ^{x}=-v_{s}(t)f\left(r_{s}(t)\right),\beta ^{2}=\beta ^{y}=0,\beta ^{3}=\beta ^{z}=0;\,}
{\displaystyle \gamma _{ij}=\delta _{ij}={\begin{pmatrix}1&0&0\\0&1&0\\0&0&1\end{pmatrix}}}
De manera que: 
{\displaystyle v_{s}(t)={\frac {dx_{s}(t)}{dt}},}
{\displaystyle r_{s}(t)=[(x-x_{s}(t))^{2}+y^{2}+z^{2}]^{\frac {1}{2}}}
i
{\displaystyle f(r_{s})={\frac {\tanh(\sigma (r_{s}+R))-\tanh(\sigma (r_{s}-R))}{2\tanh(\sigma R)}}}
Amb els paràmetres {\displaystyle R>0} i {\displaystyle \sigma >0} arbitraris.

Amb aquesta forma particular de mètrica es pot demostrar que la densitat d'energia a mesurar pels observadors les velocitats (4) són normals i fan referència a les hipersuperfícies atès que {\displaystyle g} és la causa determinant del tensor mètric.
{\displaystyle -{\frac {c^{4}}{8\pi G}}{\frac {v_{s}^{2}(x^{2}+y^{2})}{4g^{2}r_{s}^{2}}}\left({\frac {df}{dr_{s}}}\right)^{2}}
Així la densitat d'energia és negativa i cal per això de la matèria exòtica per provocar les deformacions de l'espaitemps.

## Altres denominacions
El sistema suposat per Alcubierre per als viatges còsmics és denominat en anglès "warp drive" (el mateix nom donat a la sèrie Star Trek - o "Viatge a les estrelles" -), la traducció és: impuls per deformació o impuls de deformació o distorsió impulsada, també hi ha les següents traduccions: impuls de torsió, impuls warp, viatge corbat, viatge corbat, motor de curvatura i fins i tot motor d'impuls factorial. Totes aquestes denominacions donen la noció del principi bàsic d'aquest hipotètic mètode de viatge "superluminal": en lloc d'accelerar un objecte (suposem la cosmonau) a velocitat c o pròxima a c es corbaria el "teixit" de l'espaitemps de manera que els objectes on es viatja s'acostin sense un moviment de la nau en el sentit usual del terme moviment: més que moure's la nau -en aquestes hipòtesis-, és mogut (corbat, "warpejat") l'espaitemps.